# Luigi Porro Lambertenghi
Il conte e marchese Luigi Renato Porro Lambertenghi (Como, 12 luglio 1780 – Milano, 9 febbraio 1860) è stato un patriota, imprenditore e politico italiano.

## Biografia
Appartenente a una ricca famiglia dell'aristocrazia lombarda, era nato dalle seconde nozze del marchese Giorgio Porro Carcano con la nobile Margherita Borromeo; ebbe due sorelle: Giuseppa (1769-1833), moglie del marchese Raffaele Raimondi (1745-1804; fu madre del patriota Giorgio Giuseppe Raimondi), nata dal primo matrimonio del padre, e Marianna (+ post 1857), moglie di Antonio Natta-Menatti di Como.

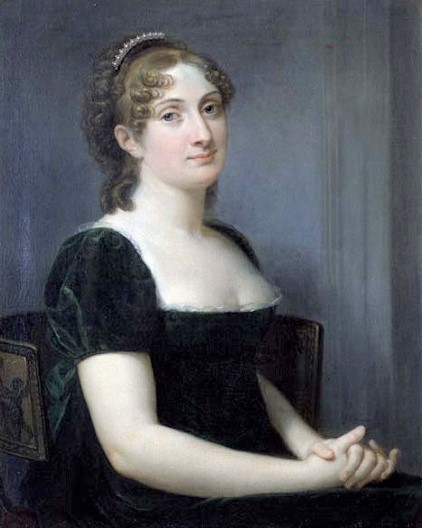
Andrea Appiani: Anna Maria Porro Lambertenghi Serbelloni, 1811

Frequentò a Milano il "Collegio Longone" (l'ex "Collegio dei nobili" che diverrà in seguito il liceo "Parini") ed entrò giovanissimo in politica: nel dicembre 1801 fu inviato, come deputato di Como, alla "Consulta di Lione", la riunione convocata da Napoleone che vide la nascita della Repubblica Italiana (1802-1805), per un errore di stampa che lo incluse nella lista al posto di Gian Pietro Porro.

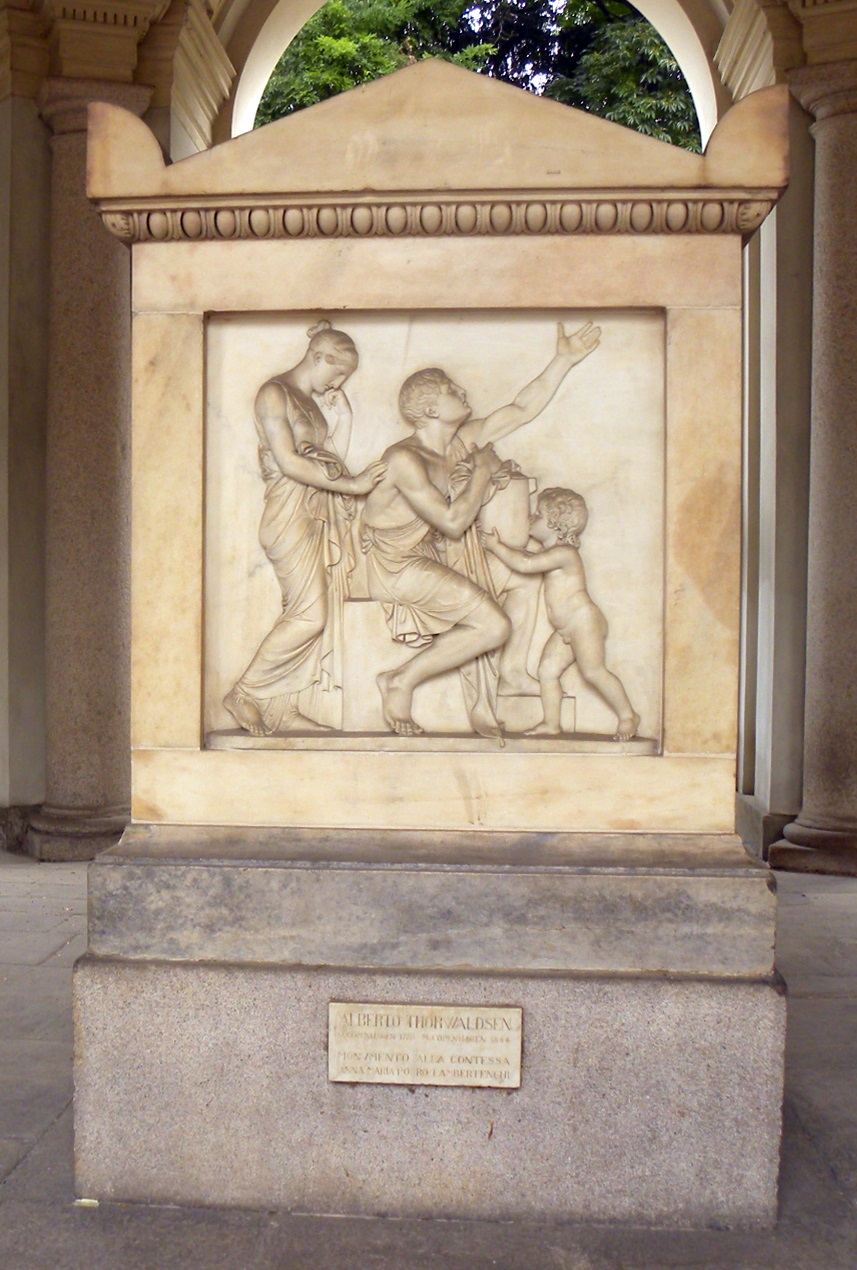
Cenotafio alla contessa Anna Maria Porro Lambertenghi, moglie di Luigi

Dal 1802, nonostante la giovane età, fu membro del Corpo legislativo della Repubblica Italiana; mantenne tale carica, per la quale aveva ottenuto la dispensa dell'età, fino al 1807, pertanto anche sotto il Regno Italico. Affiliato alla Massoneria, frequentò la corte di Eugenio di Beauharnais e nel 1810 fu nominato «conte» da Napoleone. Dopo la caduta di quest'ultimo fu fra coloro che, al congresso di Vienna, propugnarono la formazione di un regno indipendente nell'Italia settentrionale.

Stemma personale di Luigi Porro Lambertenghi

Con la Restaurazione, e il ritorno degli austriaci a Milano, Porro Lambertenghi fu uno degli animatori del movimento liberale, dedicandosi sia allo sviluppo dell'industria lombarda (introduzione di macchine a vapore nell'industria tessile; sviluppo dell'illuminazione a gas a Milano; navigazione a vapore sul Po; ecc.) sia alla promozione di varie iniziative di carattere economico-sociale (scuole di mutuo insegnamento; ecc.) con scritti sul Conciliatore, la nota rivista di cui fu uno dei fondatori assieme a Federico Confalonieri, Silvio Pellico, Giovanni Berchet e Ludovico di Breme. Era sposato con Anna Maria Serbelloni (20 dicembre 1782 - 25 giugno 1813), prematuramente morta a trent'anni e da cui ebbe cinque figli: Giberto (1802 - post 1880; nonno di Gilberto Porro Lambertenghi), Elisabetta (1804-1834; seconda moglie del conte Teseo Rasponi), Anna detta Nancy (moglie del conte Filiberto Cattaneo di Proh), Giacomo (1807) e Giulio (1811-1885).
Amico di Silvio Pellico, lo ospitò in casa come segretario e come precettore dei suoi figli. Implicato nelle cospirazioni che portarono all'arresto del Pellico (13 ottobre 1820), nell'aprile 1821 riuscì a sfuggire all'arresto riparando in Piemonte, successivamente nel Canton Ticino, a Parigi e infine a Londra, dove lo raggiunse la notizia della condanna a morte in contumacia pronunciata dal tribunale austriaco il 22 agosto 1822 ed eseguita in effigie. A Londra condivise con Santorre di Santa Rosa, anch'egli esule, un alloggio di proprietà di Ugo Foscolo. Nel dicembre 1824 partì assieme a Giuseppe Pecchio per Nauplia per partecipare alla lotta per l'indipendenza della Grecia; giunse a Nauplia nel febbraio 1825 e vi rimase, in qualità di intendente generale dell'esercito greco, a fianco di Alessandro Maurocordato, per due anni: nel 1827 infatti si ammalò gravemente di tifo esantematico e venne trasportato a Marsiglia.
Poté godere dell'amnistia generale promulgata da Ferdinando I d'Austria in occasione della sua incoronazione a Re del Regno Lombardo-Veneto (6 settembre 1838); ritornò a Milano nel 1840 e da allora, tranne che per la sua adesione al governo provvisorio di Milano nel 1848 per la quale fu inviato in missione in Francia per chiedere armi, non prese più parte alla vita pubblica.

## Araldica
| Stemma | Descrizione                                                               | Blasonatura                                                  |
| \| \|  | Luigi Porro Lambertenghi Conte del Regno napoleonico d'Italia (1810-1815) | Ornamenti esteriori da conte del Regno napoleonico d'Italia. |
|        | Luigi Porro Lambertenghi Marchese                                         | Ornamenti esteriori da marchese.                             |
|        |                                                                           |                                                              |